# Aedes wauensis
Aedes wauensis é um espécie de mosquito do género Aedes, pertencente à família Culicidae.